# Regina de Lamo
Regina de Lamo Jiménez (Úbeda, 7 de septiembre de 1870-Barcelona, 17 de noviembre de 1947) fue una intelectual española, activista muy polifacética hasta la llegada de la dictadura franquista en España. Fue pianista, profesora de música y canto, escritora, periodista, feminista defensora y activista de los derechos de las mujeres, promotora del modelo cooperativista en la economía, defensora del sindicalismo y el anarquismo, propagandista. Firmó sus escritos como Regina Lamo Jiménez, Regina de Lamo Ximénez, Regina Lamo de O’Neill y bajo el seudónimo de Nora Avante.

## Biografía
Regina de Lamo Jiménez nació el 7 de septiembre de 1870 en la localidad andaluza de Úbeda, en Jaén. Su padre Anselmo de Lamo y su madre Micaela Jiménez eran liberales y dieron a su hija una formación completa, convirtiéndose en una mujer culta e inquieta. Para cambiar a un ambiente menos tradicional y que permitiera a Lamo y a su hermano Carlos desarrollarse con una educación más acorde con las ideas de la Ilustración y de la Institución Libre de Enseñanza, se mudaron a Madrid cuando ella tenía seis años, en 1876.
Fruto de sus estudios de juventud, Lamo fue galardonada con el Primer Premio Nacional de Piano en el Conservatorio de Música de Madrid y ganó el primer premio en el Conservatorio de París (ACLO). En Madrid conoció a su futuro marido Enrique O'Neill Acosta, un hombre quince años mayor que ella, padre viudo y diplomático mexicano con ascendencia irlandesa que ejercía como profesor. Se casaron y tuvieron dos hijas, Carlota O'Neill de Lamo en 1905 y Enriqueta O'Neill de Lamo en 1909. Tras los primeros años de madre en que se centró en sus hijas, retomó su actividad en conferencias y publicaciones.
Su hermano Carlos fue el compañero sentimental de la escritora y periodista Rosario de Acuña, tras su separación. Su hija Carlota, dramaturga, inició una relación con Virgilio Leret, con quien se casó estando embarazada de su segunda hija. Su hija Enriqueta, cantante y actriz, inició a su vez una relación con el escritor peruano César Falcón, que estaba casado y con quien tuvo a su hija, Lidia Falcón en 1935.
Al inicio de la Guerra Civil Española, su yerno fue asesinado, y su hija fue encarcelada, siendo separada de sus hijas. Ella pasó la guerra en Madrid, colaborando en la Asistencia Infantil, para la evacuación de los niños del bando republicano. Mientras buscaba por todos los medios liberar a su hija Carlota O'Neill y localizar sus nietas perdidas, mientras cuidaba de la pequeña Lidia.
Tras la guerra se trasladó al amparo de su hija Enriqueta a Barcelona, donde esta había obtenido un trabajo como censora que compaginó con trabajos como periodista y traductora de inglés y francés. También escribió e impartió clases de música, piano y canto. Cuando cinco años después de su encierro, su hija Carlota es liberada, se instaló con ellas en su domicilio en Barcelona. Gracias a la intervención de José Bernabé Oliva, su hija recuperó la custodia de sus nietas y estas se trasladaron a Barcelona. Para colaborar en la economía familiar, las tres mujeres publicaron bajo seudónimos: Lamo lo hizo como Nova Avante, su hija Enriqueta como Regina Flavio y su hija Carlota como Laura de Noves.
Falleció a los setenta y siete años, el 17 de noviembre de 1947 en la ciudad condal.

### Carrera profesional
Lamo inició su carrera profesional como profesora de música y canto, entre sus alumnas se encontraba Estrellita Castro. Pero pronto su inquietud le llevó a ampliar su campo de actuación a otros ámbitos y desarrollar una carrera multidisciplinar. Fue una figura de inspiración para compañeros y amigos de profesión como el compositor Rogelio Villar quien le dedicó la obra para piano "Canción española".
Escribió artículos de prensa y ensayo. Fue periodista, rapsoda, escritora de poesía y de teatro. Es considerada una escritora de la Generación del 98 junto con Carmen de Burgos, Sofía Casanova, Consuelo Álvarez Pool (Violeta), Blanca de los Ríos, Belén de Sárraga, Rosario de Acuña, reconocida a posterior dada la perspectiva androcentrista de la época.
Aparece continuamente en las crónicas sobre movimientos sociales en las décadas de los años 20 y años 30. Fue la fundadora del primer Banco Obrero, en Valencia en 1920, y fundadora de la Editorial Cooperativa Obrera. Y, junto a Lluís Companys y Amadeu Aragay i Daví, escribió en la revista La Terra. Viajó continuamente por toda península ibérica y por diversos países europeos. Fue ponente en el Congreso Regional de Cooperativas de Cataluña en 1920, delegada del Crédito Popular Cooperativo de Valencia en el Primer Congreso Nacional de Cooperativas de 1921 y participante en la creación de sindicatos agrarios como L'Unió de Rabassaires i altres cultivadors del Camp de Catalunya (UR), en 1922. Como delegada en la Organización Internacional del Trabajo (OIT) y en la Sociedad de las Naciones (SDN) viajó a Ginebra con Clara Campoamor.
Colaboró en la editorial marxista-feminista Nosotras, junto a Hildegart Rodríguez e Irene Falcón. Prologó el libro Escrits politics de Federica Montseny y también Las reivindicaciones femeninas de Santiago Valentí Camp  en 1927. Y se ocupó de publicar las últimas ediciones de las obras de Rosario de Acuña, insigne escritora, compañera de su hermano Carlos de Lamo Jiménez, de quien se convirtió en buena amiga.
En su faceta feminista, fue activista de los derechos de la mujer. Defendió con pasión el control de natalidad y el derecho al aborto, la eugenesia, la eutanasia y el amor libre.
Lamo actuó igualmente en otras áreas de su interés. Así, fue cofundadora de la Asociación de amigos de los animales y las plantas en España. Se mostró ardorosamente partidaria de la abolición de las corridas de toros y en la campaña para la utilización del peto en los caballos que participan en esos eventos. En aquella época los caballos de los picadores resultaban empitonados por los toros, y el desagradable espectáculo de la tortura animal se agravaba cuando en la misma plaza, volvían a introducir los intestinos en el abdomen de los caballos, los cosían y seguían utilizándolos en el arte de picar.

## Obra
Entre sus publicaciones más destacadas se encuentran:
- ¿Cómo se mide la inteligencia infantil? Ed. Eiocos, 1923.
- Prólogo de Escrits Politics de Federica Montseny. Ed. Luís Romero. Madrid, 1925.
- La colegiata. Barcelona: Ed. Pegaso, 1926 (La novela roja; n.º 4). 32 p.
- Prólogo de Las reivindicaciones femeninas de Santiago Valentí Camp. 1927.
- El Vals eterno de Juan Strauss. 1942